# Associazione Sportiva Siracusa 1992-1993
Questa pagina raccoglie le informazioni riguardanti l'Associazione Sportiva Siracusa nelle competizioni ufficiali della stagione 1992-1993.

## Rosa
| N. |                   | Ruolo | Calciatore            |
| -- | ----------------- | ----- | --------------------- |
|    | Italia (bandiera) | P     | Michele Albergo       |
|    | Italia (bandiera) | P     | Alessandro Bianchessi |
|    | Italia (bandiera) | D     | Gianluca Birtig       |
|    | Italia (bandiera) | C     | Giuliano Camporese    |
|    | Italia (bandiera) | D     | Giuseppe Casabianca   |
|    | Italia (bandiera) | D     | Giovanni Caterino     |
|    | Italia (bandiera) | D     | Pierluca Cincione     |
|    | Italia (bandiera) | C     | Giuseppe Cristiano    |
|    | Italia (bandiera) | A     | Fabrizio Crisafulli   |
|    | Italia (bandiera) | C     | Giovanni Cusatis      |
|    | Italia (bandiera) | A     | Luigi Di Baia         |
|    | Italia (bandiera) | D     | Rocco Ferrara         |

| N. |                   | Ruolo | Calciatore            |
| -- | ----------------- | ----- | --------------------- |
|    | Italia (bandiera) | C     | Massimiliano Franzin  |
|    | Italia (bandiera) | A     | Sergio Gabasio        |
|    | Italia (bandiera) | C     | Gaetano Gaddi         |
|    | Italia (bandiera) | A     | Fabio Lucidi          |
|    | Italia (bandiera) | C     | Primo Maragliulo      |
|    | Italia (bandiera) | C     | Alessandro Marcellino |
|    | Italia (bandiera) | C     | Francesco Mileti      |
|    | Italia (bandiera) | C     | Fabio Novelli         |
|    | Italia (bandiera) | A     | Roberto Rovani        |
|    | Italia (bandiera) | D     | Sergio Salice         |
|    | Italia (bandiera) | A     | Raffaele Solimeno     |
|    | Italia (bandiera) | D     | Gianbattista Zanetti  |

## Risultati

### Campionato

#### Girone di andata
| 30 agosto 1992 1ª giornata | Salernitana | 0 – 0 | Siracusa |  |

| 6 settembre 1992 2ª giornata | Siracusa | 0 – 0 | Casarano |  |

| 13 settembre 1992 3ª giornata | Ischia Isolaverde | 0 – 1 | Siracusa |  |

| 20 settembre 1992 4ª giornata | Siracusa | 1 – 1 | Giarre |  |

| 27 settembre 1992 5ª giornata | Potenza | 1 – 0 | Siracusa |  |

| 4 ottobre 1992 6ª giornata | Siracusa | 1 – 1 | Messina |  |

| 18 ottobre 1992 7ª giornata | Reggina | 1 – 0 | Siracusa |  |

| 25 ottobre 1992 8ª giornata | Siracusa | 0 – 0 | Chieti |  |

| 1º novembre 1992 9ª giornata | Palermo | 1 – 0 | Siracusa |  |

| 8 novembre 1992 10ª giornata | Acireale | 2 – 0 | Siracusa |  |

| 15 novembre 1992 11ª giornata | Siracusa | 0 – 1 | Lodigiani |  |

| 22 novembre 1992 12ª giornata | Perugia | 0 – 0 | Siracusa |  |

| 29 novembre 1992 13ª giornata | Siracusa | 0 – 0 | Catania |  |

| 16 dicembre 1992 14ª giornata | Avellino | 0 – 1 | Siracusa |  |

| 13 dicembre 1992 15ª giornata | Siracusa | 1 – 1 | Casertana |  |

| 20 dicembre 1992 16ª giornata | Siracusa | 1 – 1 | Barletta |  |

| Arbitro: | Danilo Nucini (Bergamo) |

|                                        |           |  |
| Angelo Bevanati 75’ Adolfo Sormani 89’ | Marcatori |  |

#### Girone di ritorno
| 24 gennaio 1993 18ª giornata | Siracusa | 0 – 1 | Salernitana |  |

| 31 gennaio 1993 19ª giornata | Casarano | 1 – 0 | Siracusa |  |

| 7 febbraio 1993 20ª giornata | Siracusa | 0 – 0 | Ischia Isolaverde |  |

| 14 febbraio 1993 21ª giornata | Giarre | 1 – 0 | Siracusa |  |

| 21 febbraio 1993 22ª giornata | Siracusa | 0 – 0 | Potenza |  |

| 7 marzo 1993 23ª giornata | Messina | 0 – 0 | Siracusa |  |

| 14 marzo 1993 24ª giornata | Siracusa | 3 – 2 | Reggina |  |

| 21 marzo 1993 25ª giornata | Chieti | 0 – 0 | Siracusa |  |

| 28 marzo 1993 26ª giornata | Siracusa | 1 – 1 | Palermo |  |

| 4 aprile 1993 27ª giornata | Siracusa | 0 – 2 | Acireale |  |

| 18 aprile 1993 28ª giornata | Lodigiani | 2 – 2 | Siracusa |  |

| 25 aprile 1993 29ª giornata | Siracusa | 1 – 1 | Perugia |  |

| 2 maggio 1993 30ª giornata | Catania | 0 – 0 | Siracusa |  |

| 9 maggio 1993 31ª giornata | Siracusa | 2 – 0 | Avellino |  |

| 16 maggio 1993 32ª giornata | Casertana | 2 – 0 | Siracusa |  |

| 23 maggio 1993 33ª giornata | Barletta | 2 – 2 | Siracusa |  |

| Siracusa 30 maggio 1993 34ª giornata | Siracusa                | 0 – 0 | Nola | Stadio Nicola De Simone (6.000 spett.)\| Arbitro: \| Giancarlo Lana (Torino) \| |
| Arbitro:                             | Giancarlo Lana (Torino) |       |      |                                                                                 |